# Мухамед Али Шах
Мухамед Али Шах (персијски. محمدعلی شاه قاجار; Табриз, 21. 6. 1872. – Санремо, 5. 4. 1925) је био претпоследњи персијски шах династије Каџара.

## Владавина
Мухамед Али Шах је наследио Музафар ад Дина, шаха који је донео први персијски устав 1906. године. Мухамед је распустио парламент, наредио да се његове вође ухапсе, а неки од њих и стрељају. Трупама је наредио да отворе ватру на народ који почне да се окупља. На крају су му у растеривању маса помагале чак и руске трупе. Међутим, немири се из већих градова шире и на покрајине. Шах је принуђен да бежи. Наследио га је Ахмед Шах, последњи владар Каџаридске династије. Њега ће са власти збацити Реза Кан и основати нову династију – Пахлеви.